# En pays cannibale
Pour plus de détails, voir Fiche technique et Distribution.
En pays cannibale est un film français réalisé par Alexandre Villeret. Il sort sur les écrans français le 26 juin 2013.

## Synopsis
Max, 30 ans est un trafiquant de drogue. Il tente de convaincre Lenny, un de ses potes cameraman qui rêve de grand cinéma de faire un documentaire sur lui, ses clients et ses fournisseurs.

## Fiche technique
Source IMDb
- Réalisateur : Alexandre Villeret
- Auteurs : Alexandre Villeret et Aymeric de Heurtaumont
- Image : Jean-Baptiste Rière et Anne Laure Day
- Chef déco: Sanaa Khadir
- Accessoiriste: Eleonore Rey-Brot
- Son : Clément Martin
- Costumes : Jérémy Baré
- Montage : Charlotte Teillard d’Eyry et Alexandre Villeret
- Producteur délégué : Aymeric de Heurtaumont
- Produit par : Takamaté Films, Tracto Films, Shaman-Labs et Commune Image
- Distribué par : Commune Image Media et Takamaté Films, en association avec La Vingt-Cinquième Heure
- Pays de production : France
- Langue : français
- Durée : 84 minutes
- Format: noir et blanc HD – Dolby SR – 1,85:1
- Date de sortie : 
  - France : 26 juin 2013

## Distribution
Source IMDb
- Max : Axel Philippon
- Lenny : David Saracino
- Yoann : Ivan Cori
- Angelo : Jo Prestia
- Marie : Sophie Chamoux
- Joséphine : Magdalena Malina
- Nathalie : Dany Verissimo-Petit
- José : Shamzy Sharlézia
- Lady Fanta : Claire Amouroux
- Mon adjudant : Yves Pignot
- Dexter : Dexter Dex Tao
- Gros Louis : Thierry Nunez
- Clara : Adeline Pétric
- Betty : Cécilia América
- Frère de Joséphine 1 : Thierry Maillet
- Frère de Joséphine 2 : Zuul
- Mr 30cm : Bertrand Constant
- Fille boîte de nuit : Macha Polivka
- Nobody : Stéphanie Lambert
- Natacha : Angélique Locquard
- Videur boîte de nuit : Christophe Perez
- Toxico : Pierre Touvet
- Pote du toxico : Quentin Darmon
- Voisine de Gros Louis : Paulette Dumaine
- Edouard : Kevin Rouxel
- Pote d’Edouard 1 : Sean Singery
- Pote d’Edouard 2: Pierre Gandar May
- Stéphanie : Pauline Chodlewski
- Copine Dexter : Mireille Vanderkerhove
- Policier 1 : Fabio Bouhnik
- Policier 2 : Michale Sabah
- Edouard : Kevin Rouxel
- Femme Angelo : Anastasia Varda
- Thomas : Thomas Smith

## Festivals
En pays cannibale a été sélectionné en compétition officielle au Festival de Quend du film grolandais qui a eu lieu du 17 au 23 septembre 2012 à Toulouse.